# Mwalimu Sikujua
Mwalimu Sikujua est un poète et écrivain du sultanat de Mombasa (aujourd’hui Kenya) du XIXe siècle.